# Phyllosticta solitaria
Phyllosticta solitaria är en svampart som beskrevs av Ellis & Everh. 1895. Phyllosticta solitaria ingår i släktet Phyllosticta och familjen Botryosphaeriaceae.   Inga underarter finns listade i Catalogue of Life.